# Stijn De Paepe
Stijn De Paepe (Dendermonde, 18 augustus 1979 – Zele, 22 februari 2022) was een Belgisch dichter. Hij was vooral bekend als huisdichter van de krant De Morgen. 

## Biografie
De Paepe schreef gedichten vanaf zijn prilste jeugd. In zijn vrije tijd ging hij als kind naar de Kunstacademie Lokeren. Hij deed zijn humaniora in het Pius X-instituut in Zele en studeerde daarna Nederlands en Duits aan de UGent, waar hij in 2001 afstudeerde met een scriptie over het dagboek Het verkoolde alfabet van Paul de Wispelaere. Vanaf 2001 was De Paepe docent Nederlands binnen de lerarenopleiding kleuteronderwijs aan de Gentse Arteveldehogeschool.
In juli 2012 werd hij met actualiteitspoëzie actief op Twitter. Daar werd hij opgemerkt door de De Morgen-journalist Joël De Ceulaer die hem naar de krant haalde. Vanaf september 2016 publiceerde De Paepe dagelijks in De Morgen onder de titel Dagvers een kort gedicht dat een nieuwsfeit becommentarieerde. Het werden er in totaal 1425. In De Morgen werd De Paepe 'een modern rederijker' genoemd, een omschrijving die hij niet zelf bedacht, maar die kwam van zijn 'ontdekker' Joël De Ceulaer. 
Zijn verzen verschenen ook in boekvorm. Over Het lijkt wel een feestje zei Marc van Oostendorp dat er sinds Willem Wilmink geen kindergedichten meer geschreven waren die metrisch zo sterk zijn.

## Privéleven
De Paepe woonde met zijn vrouw en hun twee dochters in het Oost-Vlaamse Zele. Eind 2021 maakte hij publiekelijk bekend aan terminale darmkanker te lijden. Hij overleed in februari 2022 op 42-jarige leeftijd.

## Publicaties
- Vers gezocht (2018)
- Belgische ballades (2019)
- Het lijkt wel een feestje (2021)
- De mooiste dagverzen (2022)